# 山本幡男

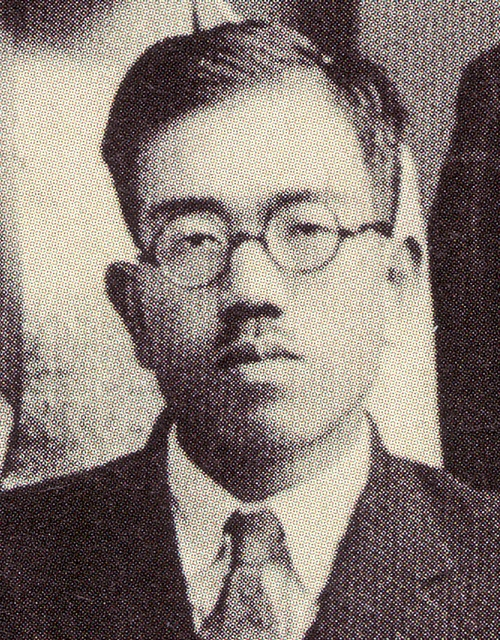
1934年的山本幡男

山本幡男（1908年9月10日—1954年8月25日）出生於日本島根縣秩父郡黑木村，二戰結束後被蘇聯拘留在西伯利亞。在回國無望的情況下，他繼續向集中營中的日本戰俘傳播日本文化和回國的希望，為他們充當精神支柱。他在集中營中病逝，回國夢想沒有實現，但他在臨終前為家人留下了遺書，戰俘們背下了他的遺書，回國後將其轉達給他的家屬。他的故事被作家邊見純寫成《來自雪國的遺書》，並改編為同名電影。